# 石牌路 (北投區)
石牌路（通用漢語：ShiPai Rd.，威妥瑪拼音：Shihp'ai Rd.），為臺灣臺北市石牌地區的主要幹道，道路起於台二乙線的承德路七段前半段，迄於通往陽明山國家公園、頂北投和紗帽山溫泉區之主要道路的行義路，以捷運淡水信義線（紅線）分兩段。本道路全長約1995公尺，寬為12至22.4公尺，全路段為柏油路面銑鋪。

## 概況
石牌路在清朝時為唭里岸至磺溪中游西岸田間道路，過河為麻少翁社（現在的天母）。1945年後，因本道路為石牌地區主要道路，故命名為「石牌路」。本道路全路段位於北投區，用來分劃吉慶里、福興里、吉利里、榮光里、永明里、振華里、榮華里和永欣里。由於本道路為八仙、淡水、北投、洲美、士林通往天母以及陽明山地區之主要通道，且沿線有捷運石牌站、臺北榮民總醫院、國立臺北護理健康大學、石牌國中與石牌國小等重要機構，塞車情況嚴重。曾有市議員提出將社子輕軌延伸臺北榮民總醫院及捷運唭哩岸站，並配合都市更新拓寬石牌路，以解決石牌地區塞車問題。
本道路兩側多為內政部所劃定之第三種商業區和第三種住宅區，其他也多為醫療用地、綠地用地，和機關用地，其餘還有調度站用地、國小用地、國中用地、大專用地、交通用地、公園用地、河川區和停車場用地。

## 沿途地標、設施及分段
因位於商業繁忙地帶，故有許多不同面貌的店家於此路。

（由頭至尾）
- 一段
  - 台灣黃帽汽車百貨館承德門市（道路起點，實際地址為承德路七段137號）
  - 胖老爹美式炸雞 石牌店
  - 7-ELEVEN 百齡門市
  - 義美食品 石牌店
  - 無量光院台灣別院
  - 全國電子 石牌門市
  - 中華電信 石牌服務中心
  - 華南銀行 石牌分行
  - 陽信銀行 石牌分行
  - 7-ELEVEN 致遠門市
  - 大同電子 石牌店
  - Subway 捷運石牌站店
  - 石牌國小地下停車場
  - 摩斯漢堡 石牌店
  - 石牌國小
  - 石牌國小附設幼稚園
  - 臺北市立石牌國民中學
  - 榮光公園
  - 國泰世華銀行ATM（石牌分行）
- 分界：捷運石牌站（淡水信義線）
- 二段
  - 北投96號綠地
  - 康是美（石牌門市）
  - 中國信託 石牌分行
  - 爭鮮迴轉壽司 石牌店
  - 鬍鬚張魯肉飯（台北石牌店）
  - 台灣大哥大 台北石牌服務中心
  - 中華電信 台北石牌門市
  - 台新銀行 石牌分行
  - 山崎麵包 石牌店
  - 星巴克（石牌門市）
  - 水龜伯古早味
  - 石牌商城（裕民商圈）
  - 吉野家石牌店
  - 7-ELEVEN 振華門市
  - 三花生活館 石牌店
  - 台灣基督長老教會 義理教會
  - 北投石牌郵局
  - 華泰銀行 石牌分行
  - 燦坤3C 石牌店（99巷）
  - 雲門舞集舞蹈教室 台北石牌館 （99巷）
  - 台北市政府警察局北投分局永明派出所
  - 保一總隊（實際於立農街二段）
  - 大都會客運 榮總調度站
  - 遠東銀行 石牌分行
  - 元大商業銀行 石牌分行
  - 麥當勞 台北石牌店
  - 台北市立圖書館永明民眾閱覽室
  - 北投區健康服務中心
  - 臺北市政府衛生局檢驗科
  - 國立臺北護理健康大學校本部（地址於明德路）
  - 國立臺北護理健康大學水療中心及游泳池
  - 7-ELEVEN 榮護門市
  - 台北市政府環境保護局北投區清潔隊
  - 臺北榮民總醫院 （包含第一門診、第二門診、第三門診、湖畔門診、蓮花池、中華郵政 北投榮總郵局、動力大樓、思源樓、長青樓、懷遠堂、懷恩堂、科技大樓、中正樓、星巴克 台北榮總門市、台北榮總立體停車場及榮光新村、研究大樓、臺北榮民總醫院數位化醫學圖書館、臺北榮民總醫院身障重建中心、台北榮總神經再生中心皆於此路段）
  - 孝威館（地址於天母西路117巷，但是屬於臺北榮民總醫院身障重建中心）
  - 7-ELEVEN 榮總門市
  - 玉皇宮（315巷）
  - 鹿鳴館大廈（315巷）
  - 7-ELEVEN 行義門市（348巷）
  - 信義房屋 石牌行義店
  - 行義公園（343巷）
  - 永慶房屋 石牌加盟店
  - 陽明山五福宮（道路終點）

（註：未標註巷弄則位於道路上）

## 里界
因石牌路為聯絡北投與天母地區的主要幹道，故常被當作地理區劃的分界線。
| 北 | 吉慶里     | 致遠二路     | 吉利里     | 淡水信義線（東華街、西安街） | 永明里     | 立農街二段 | 永欣里     | 永欣里     | 永和里     | 北 |
| 西 | 石牌路一段 | 石牌路一段   | 石牌路一段 | 分段點                       | 石牌路二段 | 石牌路二段 | 石牌路二段 | 石牌路二段 | 石牌路二段 | 東 |
| 南 | 福興里     | 致遠一路二段 | 榮光里     | 淡水信義線（東華街、西安街） | 振華里     | 振興街     | 榮華里     | 天母西路   | 永欣里     | 南 |

## 交通
本路段交通多樣，有捷運、公車及自行車租借站。

### 捷運
- 淡水信義線橫切石牌路。捷運石牌站於此路段上。

### 公車

#### 一段
| 編號                | 路線起迄             | 本路段公車站牌   | 經營業者   |
| ------------------- | -------------------- | ---------------- | ---------- |
| 277                 | 榮總－松德           | 石牌路、石牌國小 | 大都會客運 |
| 550                 | 關渡宮－洲美運動公園 | 石牌路、石牌國小 | 大南汽車   |
| 682                 | 八里－社子           | 石牌路、石牌國小 | 淡水客運   |
| 重慶幹線            | 天母－東園           | 石牌路、石牌國小 | 大都會客運 |
| 內科通勤專車13      | 天母－內湖科技園區   | 石牌路、石牌國小 | 大都會客運 |
| 內科通勤專車15      | 天母－內湖科技園區   | 石牌路、石牌國小 | 光華巴士   |
| 南港通勤專車天母線  | 天母－南港軟體園區   | 石牌路、石牌國小 | 光華巴士   |
| 景美－榮總 快速公車 | 景美－榮總           | （經過但未設站） | 欣欣客運   |
| F225                | 五股－榮總           | （經過但未設站） | 三重客運   |

#### 二段
| 編號                | 路線起迄                                            | 本路段公車站牌                                                                    | 經營業者                                      |
| ------------------- | --------------------------------------------------- | --------------------------------------------------------------------------------- | --------------------------------------------- |
| 128                 | 捷運石牌站－陽明山                                  | 綜合市場、永明派出所、榮總、榮總一、 榮光新村（榮總東院）、永欣里、福德廟（石牌） | 三重客運                                      |
| 216                 | 新北投－榮總                                        | 綜合市場、永明派出所、榮總、榮總院區                                              | 大南汽車                                      |
| 223                 | 關渡－青年公園                                      | 綜合市場、永明派出所、榮總、榮總一                                                | 大南汽車                                      |
| 224                 | 天母－捷運石牌站 （經天母北路）                     | 綜合市場、永明派出所、榮總、榮總一、 榮光新村（榮總東院）、永欣里、福德廟（石牌） | 光華巴士                                      |
| 277                 | 榮總－松德站                                        | 綜合市場、永明派出所、榮總、榮總一                                                | 大都會客運                                    |
| 508（含區間車）     | 泰山公有市場－大同之家 （區間車：蘆洲－惇敘工商）   | 綜合市場、永明派出所、榮總、榮總一、 榮光新村（榮總東院）、永欣里、福德廟（石牌） | 全程車：三重客運 區間車：三重客運、大都會客運 |
| 536（含區間車）     | 台北海大－大同之家 （區間車：台北海大－榮總）       | 綜合市場、永明派出所、榮總、榮總一、 榮光新村（榮總東院）、永欣里、福德廟（石牌） | 首都客運                                      |
| 602                 | 天母－北投                                          | 綜合市場、永明派出所、榮總、榮總一、 榮光新村（榮總東院）、永欣里、福德廟（石牌） | 中興巴士、大南汽車                            |
| 606                 | 榮總－萬芳社區                                      | 榮總、榮總一                                                                      | 大都會客運                                    |
| 645（正、副線）     | 捷運石牌站－舊莊 （副線：捷運石牌站－中華科技大學） | 綜合市場、永明派出所、榮總、榮總一                                                | 三重客運                                      |
| 902                 | 捷運石牌站－麟光                                    | 綜合市場、永明派出所、榮總、榮總一                                                | 指南客運                                      |
| 重慶幹線            | 天母－東園                                          | 綜合市場、永明派出所、榮總、榮總一、 榮光新村（榮總東院）、永欣里、福德廟（石牌） | 大都會客運                                    |
| 敦化幹線            | 榮總－麟光新村                                      | 榮總、榮總一                                                                      | 大都會客運                                    |
| 景美－榮總 快速公車 | 景美－榮總                                          | 綜合市場、榮總                                                                    | 欣欣客運                                      |
| 內科通勤專車13      | 天母－內湖科技園區                                  | 綜合市場、永明派出所、榮總、榮總一、 榮光新村（榮總東院）、永欣里、福德廟（石牌） | 大都會客運                                    |
| 內科通勤專車15      | 天母－內湖科技園區                                  | 綜合市場、永明派出所、榮總、榮總一、 榮光新村（榮總東院）、永欣里、福德廟（石牌） | 光華巴士                                      |
| 南港通勤專車天母線  | 天母－南港軟體園區                                  | 綜合市場、永明派出所、榮總、榮總一、 榮光新村（榮總東院）、永欣里、福德廟（石牌） | 光華巴士                                      |
| 紅12                | 捷運石牌站－天文科學館                              | 綜合市場、永明派出所、榮總、榮總一                                                | 光華巴士                                      |
| 紅19                | 捷運石牌站－天母 （直行天母西路）                   | 綜合市場、永明派出所、榮總、榮總一                                                | 光華巴士                                      |
| 小8                 | 捷運石牌站－竹子湖                                  | 綜合市場、永明派出所、榮總、榮總一、 榮光新村（榮總東院）、永欣里、福德廟（石牌） | 大南汽車                                      |
| 小36                | 捷運石牌站－六窟                                    | 綜合市場、永明派出所、榮總、榮總一、 榮光新村（榮總東院）、永欣里、福德廟（石牌） | 大南汽車                                      |
| F225                | 五股－榮總                                          | 榮總（臺北榮民總醫院思源樓旁）                                                    | 三重客運                                      |
| 榮總免費接駁公車    | 捷運石牌站－榮總                                    | 綜合市場                                                                          | 臺北榮民總醫院                                |

#### 之前
| 編號      | 路線起迄           | 本路段公車站牌 | 經營業者 |
| --------- | ------------------ | --- | -------- |
| 288       | 捷運明德站－吳興街 | 石牌路、石牌國小、綜合市場、永明派出所、榮總、榮總一                                                                              | 大南汽車 |
| 290       | 榮總－大鵬新城     | 石牌路、石牌國小、綜合市場、永明派出所、榮總、 榮總一、榮光新村（榮總東院）、永欣里、福德廟（石牌）（榮光新村至福德廟為單向設站） | 欣欣客運 |
| 558       | 新北投－榮總       | 綜合市場、永明派出所、榮總、榮總院區                                                                                              | 大南汽車 |
| 612區間車 | 松德站－榮總       | 榮光新村（榮總東院）、永欣里、福德廟（石牌）（單向設站）                                                                          | 東南客運 |
| 646       | 東湖－榮總         | 榮總、榮總一 | 欣欣客運 |

### 公共自行車租借站
- Ubike國立臺北護理健康大學站（100號前）[6]
- Ubike北投運動中心站（石牌路一段39巷100號前）

## 資料來源
1. 1 2  周雪娥; 曹曦; 陳盈佑. . 臺北市北投區明德國小. 2002-01-01  [2019-09-09]. （原始内容存档于2011-12-29） –2002臺灣學校網界博覽會.
2. ↑  黃忠榮. . 自由時報. 2010-09-01  [2020-01-06] （中文（臺灣））.
3. ↑  沈佩瑤. . 自由時報. 2017-06-24  [2020-01-06]. （原始内容存档于2020-01-27） （中文（臺灣））.
4. ↑  潘欣彤. . 中國時報. 2010-09-01  [2020-01-06]. （原始内容存档于2020-01-27） （中文（臺灣））.
5. ↑  . 中華民國內政部營建署.   [2019-12-02]. （原始内容存档于2020-03-23）.
6. ↑  . wa.taipei.youbike.com.tw.   [2019-12-03]. （原始内容存档于2019-09-07）.